# 熊日ニュース
『熊日ニュース』（くまにちニュース）は、熊本放送（RKK）やエフエム熊本（FMK）、エフエムやつしろ（Kappa FM）など熊本県内の放送局で放送されている熊本日日新聞協力のローカルニュース番組である。
「熊日」は熊本日日新聞の略称。熊本日日新聞のテレビ・ラジオ欄には「熊日N」と表記されている。

## 放送時間
いずれもJSTで表記。

### RKKテレビ
- 朝：月曜 - 金曜『THE TIME,』内 7:47など、土曜『JNNニュース』内 5:39、日曜『JNNニュース』内 6:56（すべて天気予報のみ）。
- 昼：月曜 - 金曜 11:49(『ひるおび』内包)、土曜 11:54頃（『JNNニュース』に内包）・17:44頃（『報道特集』に内包）、日曜 11:40・17:44(実際は17:45頃)（いずれも独立番組として放送）。
  - 日曜のみ天気予報はアナウンサー読み上げ、他の曜日はBGM付きの自動音声。

- 夜：月曜 - 木曜 22:57 - 23:00、土曜・日曜 21:54(実際は21:56) - 22:00（いずれも独立番組として放送）。月曜 - 木曜 23:50頃(『news23』内包)
  - 昼・夜のニュースでは天気予報も放送。

### RKKラジオ
- 平日午前：8:15（『Wakey Wakey!』内包）、9:05・11:00（いずれも『とんでるワイド 大田黒浩一のきょうも元気!』内包）
- 平日午後：12:00（独立番組）、13:00（月曜～木曜は『塚原まきこの福ミミらじお』内包、金曜は『ラジてん』内包）、14:00（独立番組）、14:55・15:55（いずれも月曜～木曜は独立番組、金曜は『ラジてん』内包）
- 土曜午前：9:07・10:05（いずれも『糸永 洋平ラジオやってます』内包）
- 土曜午後：12:04・14:00・16:00・17:00(いずれも『土曜だ!!江越だ!?』内包)、18:00（独立番組、天気予報も放送）
- 日曜午前：8:55（『地方創生プログラム ONE-J』内包、天気予報も放送）、10:00（独立番組）、11:00（独立番組）
- 日曜午後：12:00（独立番組、天気予報も放送）、14:00（独立番組）、18:00（独立番組、天気予報も放送）

### エフエム熊本
- 朝：月曜 - 木曜 8:20ごろ、8:55、日曜 10:55
- 昼：月曜 - 金曜 13:55・17:55、土曜・日曜 16:55

### 熊本シティエフエム
朝：月曜 - 金曜 6:40ごろ・7:05ごろ、7:30ごろ、8:00ごろ、9:00ごろ

### エフエムやつしろ
- 朝：月曜 - 金曜 8:05、土曜 8:45・11:45、日曜 8:50・11:50
- 昼：月曜 - 金曜 12:00、土曜 17:45 日曜 17:50
- 夜：月曜 - 金曜 18:00

## 放送中の表記など
RKKテレビでは『JNNニュース』と同一デザインの見出し字を全時間帯において使用している。ただし、『RKK NEWS JUST.』放送時にはRKK独自デザインの見出し字を使用していた。見出し字右下のタイトルは熊本県内ローカルニュースでも「JNN NEWS」と表示。オープニングとエンディングのタイトル映像には、昔からタイトルロゴの上または左上に「制作 RKK」の文字が添えられている。
エフエム熊本では『熊本日日新聞ニュース』というタイトルで放送されている。
RKKテレビ・エフエム熊本・エフエムやつしろでは県内ニュースを、RKKラジオでは全国ニュースと県内ニュースを放送している。

## アナウンサー・ニュースキャスター（報道部員）以外の代読
RKKラジオでは一部時間帯でラジオパーソナリティーによる代読で行われていた（奥田圭のさんさんラジオ内朝7時台、代読者は奥田圭。2018年頃に当該枠は廃止）。また、同番組の8時台も諸事情で奥田に代読を託されることがあった。

## 関連番組
- 夕方LIVE ゲツキン!
- JNNニュース
- Nスタ
- 報道特集
- News23
- S☆1